# Xanthorhoe inimica
Xanthorhoe inimica är en fjärilsart som beskrevs av Louis Beethoven Prout 1937. Xanthorhoe inimica ingår i släktet Xanthorhoe och familjen mätare. Inga underarter finns listade i Catalogue of Life.